# Grand Power K100
Grand Power K100 — самозарядный пистолет, сконструированный словацким инженером Ярославом Курациной.
Основной продукцией фирмы Grandpower, Ltd., зарегистрированной в Банской Быстрице, является самозарядный пистолет K100 и его модификации.
На сегодняшний момент имеется четыре производственных поколения пистолетов К100. Это начальная версия — обозначается К100, а также К100 Мк6, Мк7 и Мк12.
- К100 Мк6 (2006 год). Был сертифицирован для оружейного рынка США[2]. От К100 его отличает немного изменённая форма рукоятки и курка, горловина магазина имеет скошенные грани облегчающие смену магазина, также стрелок может на свой выбор устанавливать кнопочную или рычажную защёлку магазина. Вместо фирменного крепления для дополнительных аксессуаров имеется крепление стандарта MIL-STD-1913 (планка Пикатинни)[3].

- К100 Мк7 (2011 год)[2]. Основное отличие этого поколения — наличие сменных элементов, охватывающих заднюю и значительную часть боковых поверхностей рукоятки[4].

- К100 Мк12 (2013 год). Имеет изменённый фиксатор спусковой скобы[2].

В 2009—2012 годах К100 продавался в США компанией STI International под обозначением STI International GP6, с соответствующей маркировкой на затворе.

## Конструкция
К100 является самозарядным пистолетом с автоматикой, использующей короткий ход ствола. Запирание и отпирание затвора производится путём поворота ствола вокруг своей оси, скользящего фигурным пазом по выступу поперечно расположенного в рамке пистолета штифта. Ударно-спусковой механизм курковый, двойного действия. Рамка изготовлена из полимерных материалов. Органы управления пистолета — кнопка защёлки магазина, рычажки предохранителя и затворной задержки — двухсторонние. Целик крепится в пазу типа «ласточкин хвост», мушка крепится штифтом. Магазин с двухрядным расположением 15 патронов. Магазины увеличенной ёмкости рассчитаны на 17 или 19 патронов.

## Модификации
Курсивом выделены варианты, снятые с производства на 2013 год.
- К100 DAO (англ. Double Action Only). Модификация с УСМ только двойного действия (самовзвод для каждого выстрела). В настоящее время (2013 год) фирма Grand Power выпускает с подобным УСМ только компактную модель P1 DAO[7].
- K100 GPC9. Упрощённый вариант для экспорта. УСМ только двойного действия, отсутствует предохранитель, пластиковая защёлка магазина, целик Novak[7].
- К100 QA(англ. Quick Action). Вариант С УСМ, имеющим такое же усилие спуска, как и К100 DAO, но с меньшей длиной хода[7].
- К100 X-Trim. Кожух-затвор имеет декоративные прорези в передней части, частично открывающие ствол. За счёт этого пистолет также стал немного легче — 680 г без патронов и 790 г с патронами (К100 — 740 г и 820 г соответственно). Целик частично регулируется, мушка со светособирающей вставкой[8].
- К100 Target. Спортивная версия, пригодная для соревнований по правилам IPSC и IDPA. Регулируемый целик Elliason, мушка со светособирающей вставкой, спусковой крючок с коротким ходом. На заказ может оснащаться УСМ одинарного действия[9].
- K100 Whisper. Ствол имеет резьбу для установки глушителя звука выстрела. Прицельные приспособления более высокие — мушка и целик стандартного размера загораживаются корпусом глушителя.
- K102R. Допускает стрельбу фиксированными очередями по два выстрела.
- K105R. Допускает полностью автоматический огонь.
- X-Calibur. Спортивная версия, затвор в стиле модели X-Trim, с прорезями, но с целиком Elliason. Ствол утолщён, на его внешней поверхности сделаны углубления в виде продольных канавок. Утолщение ствола привело к увеличению веса — 797 г без патронов и 885 г с патронами[10].
- P1. Укороченная версия К100.
  - P1 Ultra. Укороченная версия с прорезями на затворе, частично регулируемым целиком и мушкой со светособирающей вставкой. УСМ двойного действия.
  - P1 DAO. Укороченная версия с УСМ только двойного (самовзвод при каждом выстреле) действия. Предохранитель отсутствует.
- P11. Субкомпактная версия, ещё более короткая, чем Р1. Также уменьшена высота рукоятки, магазин вмещает 12 патронов.
- Р40. Аналог К100 Мк12 под патрон .40 S&W. Незначительно отличается внешне, несколько тяжелее, чем К100: 770 г без патронов, 880 г с патронами. Ёмкость магазина 12 патронов[11].
- Р45. Аналог К100 Мк12 под патрон .45 ACP. Вес пустого 750 г, 847 г с патронами. Магазин на 10 патронов[12].

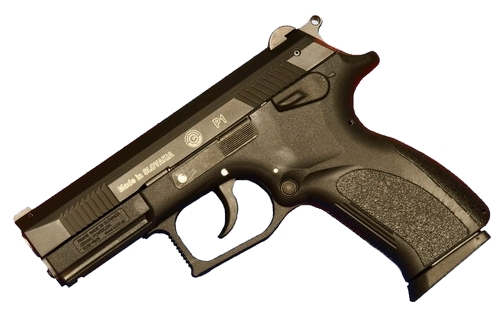
P1
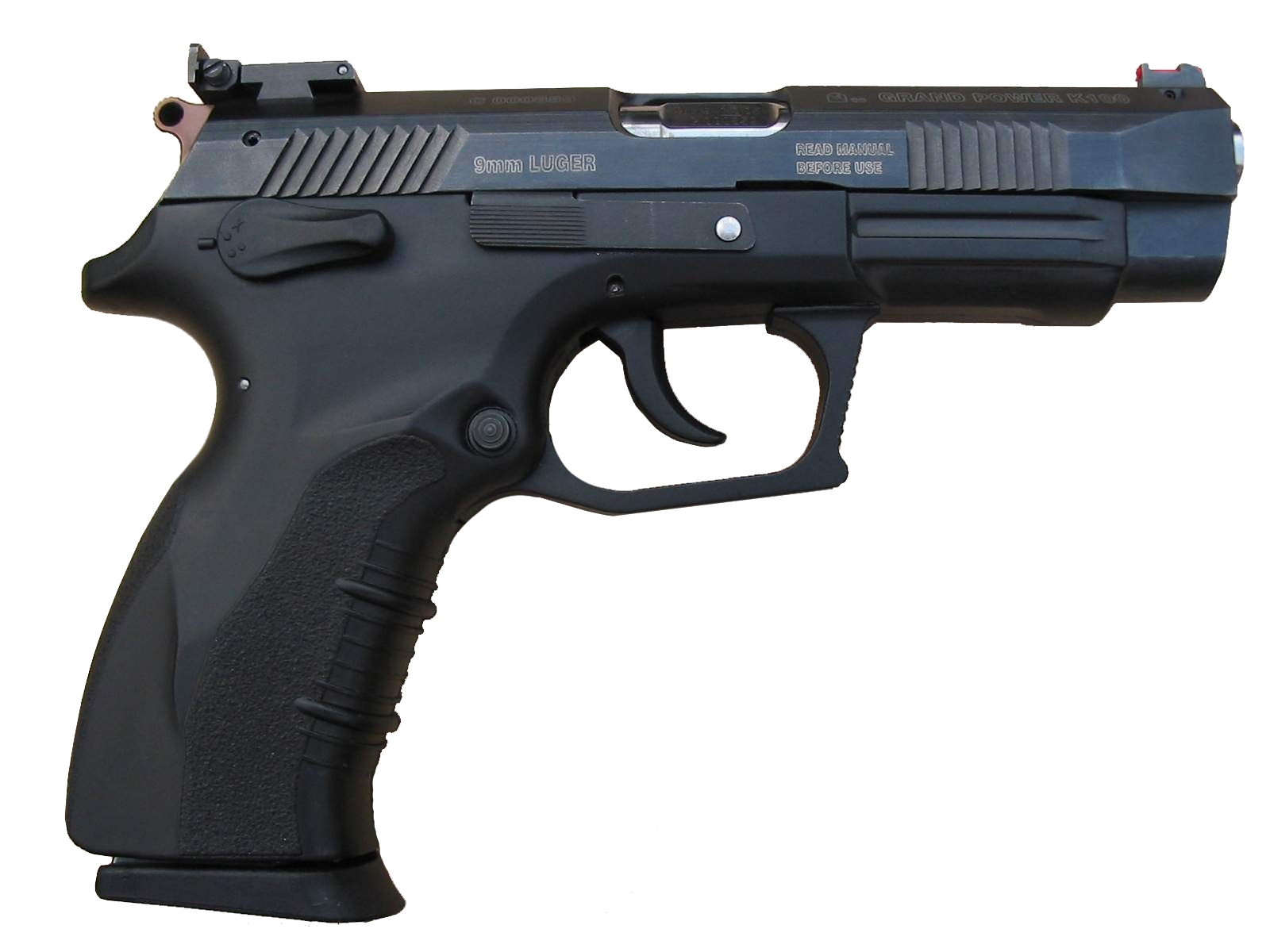
К100 Target
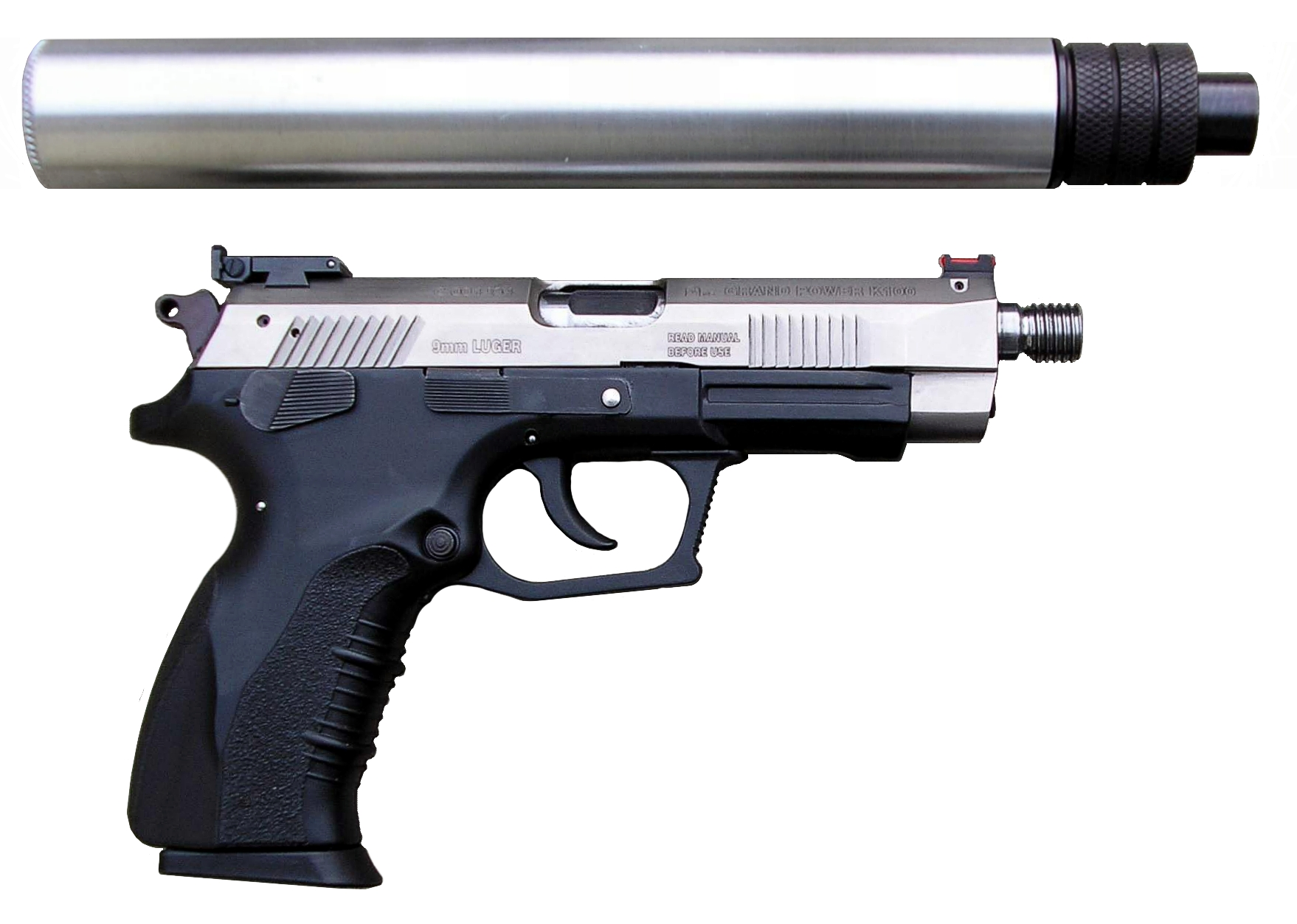
K100 Whisper со снятым глушителем и нестандартными прицельными приспособлениями
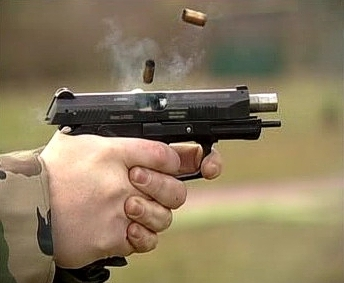
Фиксированная очередь из двух патронов пистолета K102 R

### Модификации использующие принцип свободного затвора
Помимо перечисленных модификаций, фирма Grand Power выпускает ряд моделей под боевые и травматические патроны, схожие по дизайну и отдельным конструктивным элементам с К100, но использующие принцип свободного затвора. Включают в себя:
- Пистолеты под патрон 9 мм Browning short(.380 ACP). Линейка состоит из модели Р380, слегка удлинённого LР380 и компактного СР380. Р380 имеет модификацию Р380 Whisper приспособленную для установки глушителя. Отличия состоят в наличие удлинённого ствола с резьбой в дульной части и высоких прицельных приспособлениях.
- Р9М под патрон 9 мм ПМ.
- Спортивные пистолеты под патрон кольцевого воспламенения .22 LR. Модели К22S и К22 X-Trim. Последняя отличается кожухом-затвором с декоративными прорезями, регулируемым целиком и мушкой со светособирающей вставкой[13].

#### Пистолеты под травматические патроны

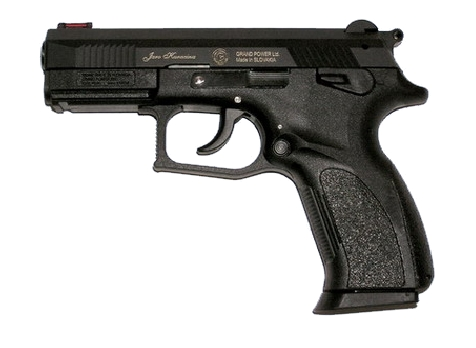
Т10

- Т10. Газовый пистолет калибра 10x22 с возможностью стрельбы травматическими патронами, сертифицированный для продажи в России. Данный пистолет отличается от своего боевого аналога несъёмным стволом, наличием в канале ствола т. н. зубов, препятствующих стрельбе твёрдым предметом, а также продольными канавками по всей длине ствола, препятствующими его растачиванию. Пистолет использует травматические (и газовые) патроны калибра 10Х22Т, хотя по отзывам владельцев также возможно использование и патронов калибра 9ммPA.
- Т11. Калибр 10х28Т, по размеру соответствует P11, более компактный чем Т10.
- Т12. Калибр 10х28Т, по размеру соответствует Т10 (P1).
- Т910. Калибр 9PA Rubber.

## Рекорд живучести

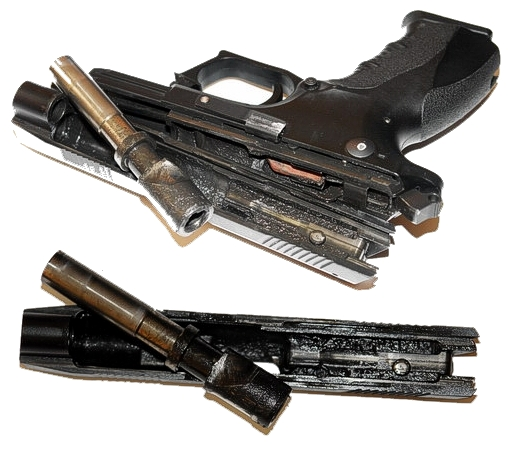
К100 с серийным № В000776

По данным фирмы Grand Power, пистолет К100 с серийным № В000776, во время длительных испытаний на живучесть совершил 112 470 выстрелов без каких-либо изменений внутренней геометрии канала ствола. В связи с данным достижением, по мнению компании, обозначение пистолетов теперь можно понимать как способность выдержать 100 тысяч выстрелов (в этой трактовке К понимается как общепринятая приставка «кило», означающая умножение на тысячу: К100 = 100 000). Данный экземпляр в настоящее время доступен для осмотра и проведения пробных стрельб в городе Зволен, Словакия.